# Sedum album
La borracina bianca (Sedum album L., 1753) è una piccola pianta succulenta, strisciante e perenne, sempreverde, appartenente alla famiglia delle Crassulaceae.

## Etimologia
Il nome del genere (“Sedum”) definito come molti altri da Linneo potrebbe derivare dal verbo di radice latina  “sedeo” = “io mi siedo” per il tipo di fusto prostrato oppure anche (secondo altre dizioni) da “sedare”, “calmare” in riferimento ad alcune proprietà della pianta.

Il nome della specie deriva chiaramente dal colore del suo fiore.

## Descrizione

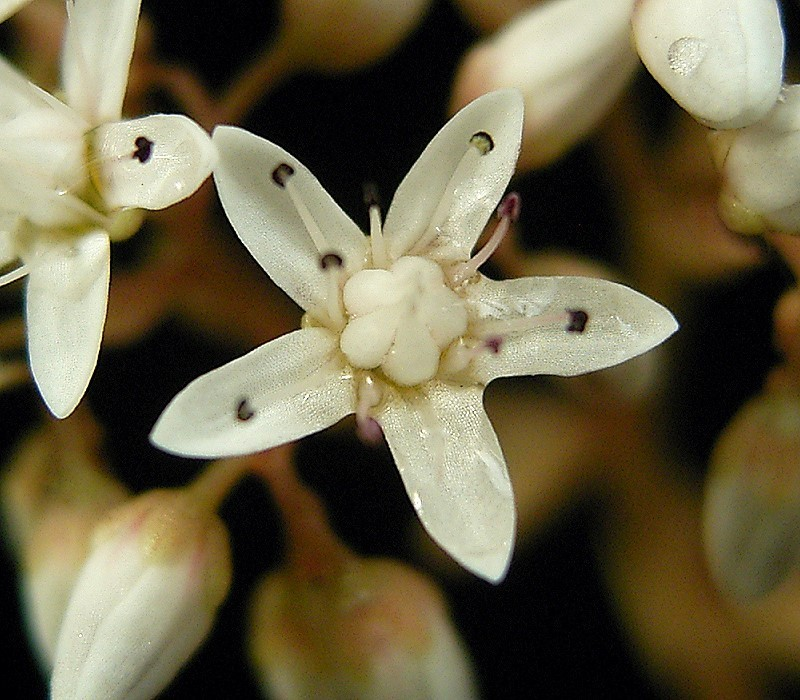
Fiore pentamero, attinomorfo e dialipetalo

La forma biologica è camefita succulenta (Ch succ): sono piante che frequentano ambienti piuttosto aridi, con gemme perennanti radenti il suolo (disposte ad una altezza non maggiore di 20 cm) e con organi (fusti, foglie e fiori) adatti a conservare l'acqua.

### Radici
Le radici sono superficiali e sottili prodotte da stoloni.

### Fusto
I fusti sono grassi ma fragili e contorti, di colore rossastro. 

Si dividono in due tipi: 
- sterili: sono abbondantemente fogliosi, ma piuttosto prostrati;
- fioriferi: sono più ascendenti e più alti (lievemente incurvati prima dell'infiorescenza) con poche foglie.

Dimensioni medie dei fusti: 8 – 20 cm.

### Foglie

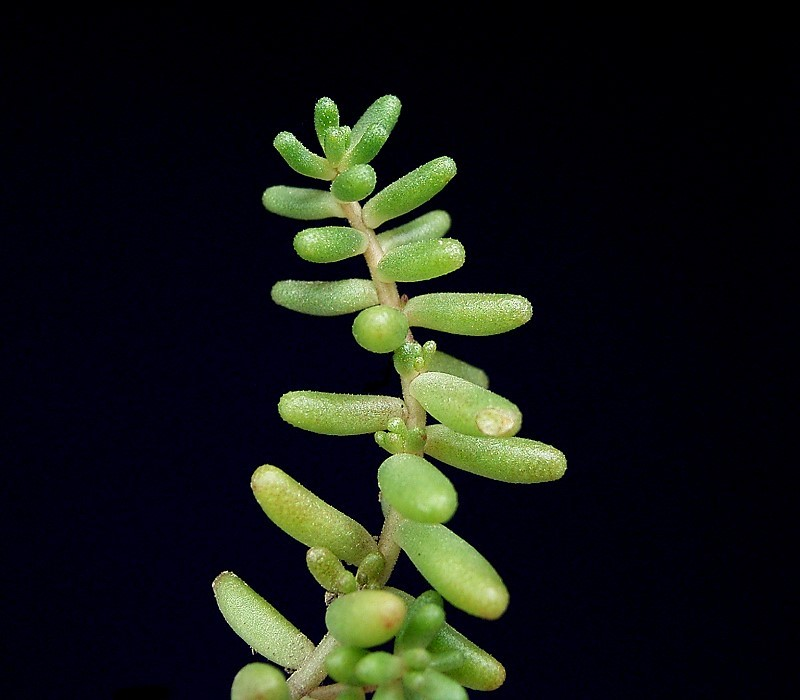
Foglie carnose, alterne, cilindriche, oblunghe e sessili

Le foglie sono oblunghe, alterne, glabre,  ottuse, sessili, senza sperone come in altre specie, eretto – patenti, cilindriche – carnose  (nella faccia superiore sono un po' appiattite). Il colore è verde chiaro; sfumano verso il rosso a fine stagione. Dimensioni: diametro 1 – 1,5 mm; lunghezza 5 – 9 mm.

### Infiorescenza

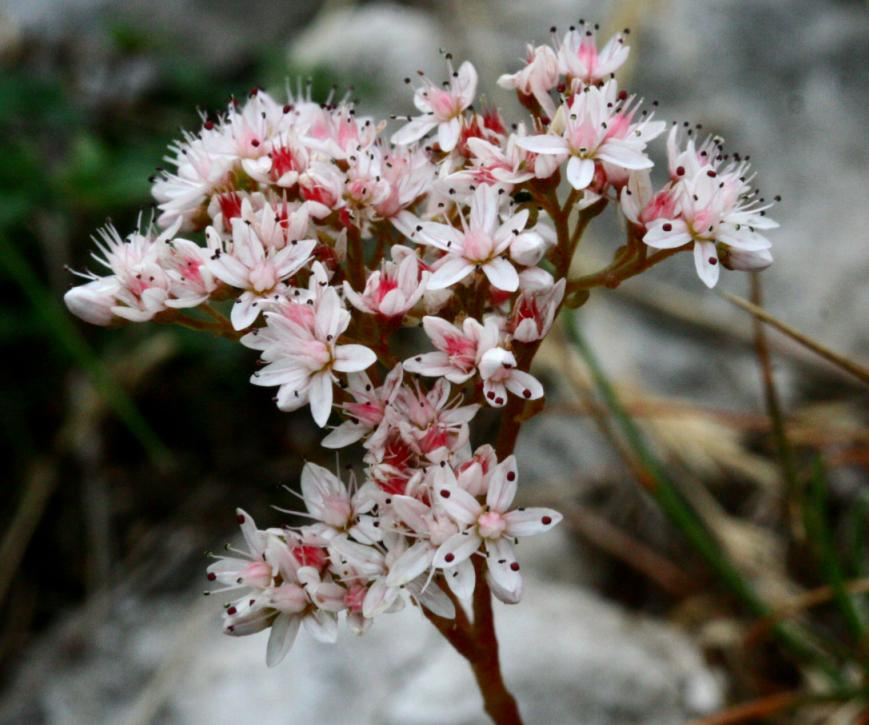
Infiorescenza corimbosa e ramificata

I fiori sono peduncolati, disposti in cime multiflore corimbose. I petali sono 5, di colore bianco, a volte con screziature rosa. Gli stami sono 10 e gli stili 5.
La fioritura avviene tra la tarda primavera e l'estate.

### Fiori

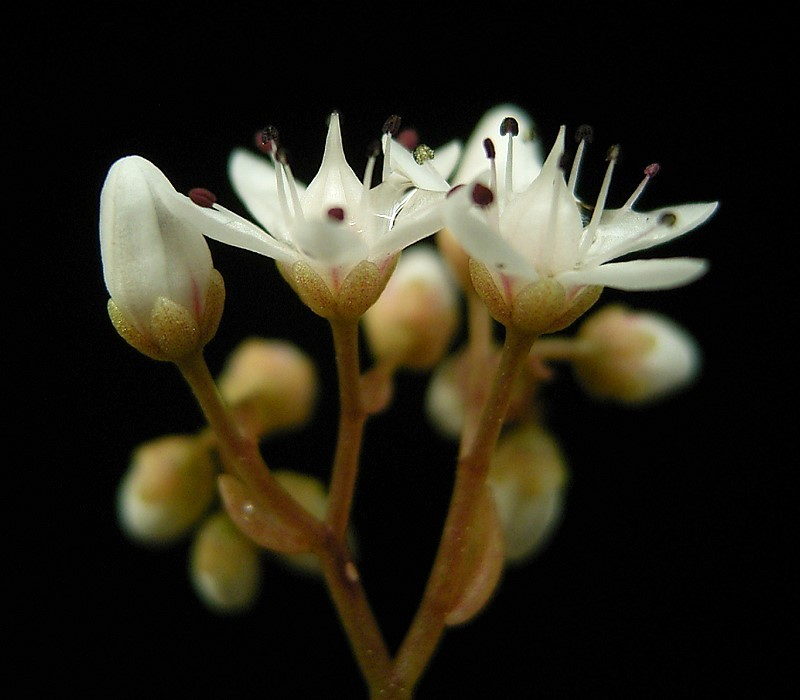
Calice con piccoli sepali carnosi, gamosepali e rossastri

I fiori sono brevemente peduncolati (il colore del peduncolo è rossastro; lunghezza del peduncolo: 2 mm), ermafroditi, attinomorfi, dialipetali, pentameri e di colore bianco o rosato con screziature rossastre. Dimensioni: diametro 1 – 1,5 cm.
- Calice: i sepali, piuttosto carnosi e rossastri, sono saldati alla base (gamosepali). Dimensione: 1 mm.
- Corolla: la corolla è composta da 5 petali oblunghi. Dimensione: 5 mm.
- Androceo: gli stami sono 10 (di norma due per ogni petalo).
- Fioritura: giugno – luglio.
- Impollinazione: tramite api e mosche.

### Frutti
Il frutto è un follicolo allungato e stretto in posizione eretta. Ogni fiore ne produce 5 a disposizione stellata.

## Distribuzione e habitat
Il geoelemento è “Euri-mediterraneo” (Euri-Medit.). Si trova nelle zone montane dei paesi temperati – caldi dell'Europa, Asia, Africa del Nord e Nord America.
In Italia è comune su tutto il territorio e si trova sui terreni aridi e poveri in genere, rupi e muri soleggiati.
Altitudine: 0 – 2000 m s.l.m..

## Tassonomia

### Sottospecie
- Sedum album subsp. micranthum (Bast ex DC.) Syme: di misure più ridotte, con foglie obovate (larghezza 3 mm; lunghezza 6 mm), petali di 3 mm e più intensamente arrossati. Si trova più facilmente nel Meridione.
- Sedum album subsp. clusianum Guss con densa pelosità ghiandolosa soprattutto nel fusto.
- Sedum album subsp. pentandrum (DC.) Boreau (1849) (sinonimo = S. album subsp paniculatum Kit. ex Jáv. (1936))

### Varietà
- Sedum album var. balticum Hartman fil.

## Usi

### Farmacia
Anticamente si usava per curare le ferite e scottature. In genere le foglie hanno proprietà antinfiammatoria.

### Cucina
Alcuni composti della pianta sono leggermente tossici per cui non deve essere usata come alimento.

## Galleria d'immagini

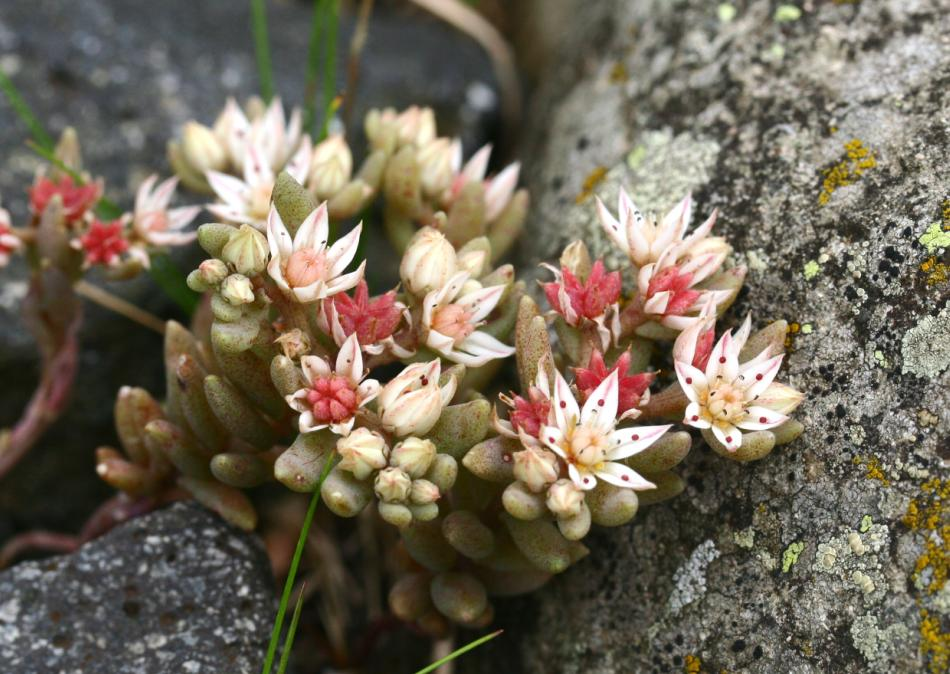
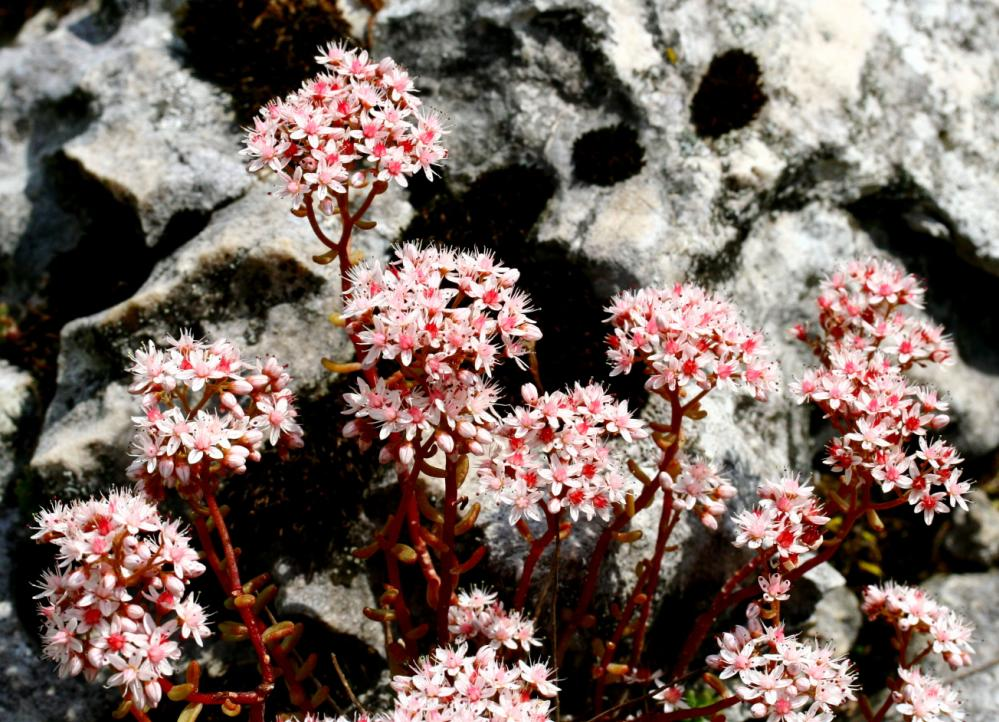
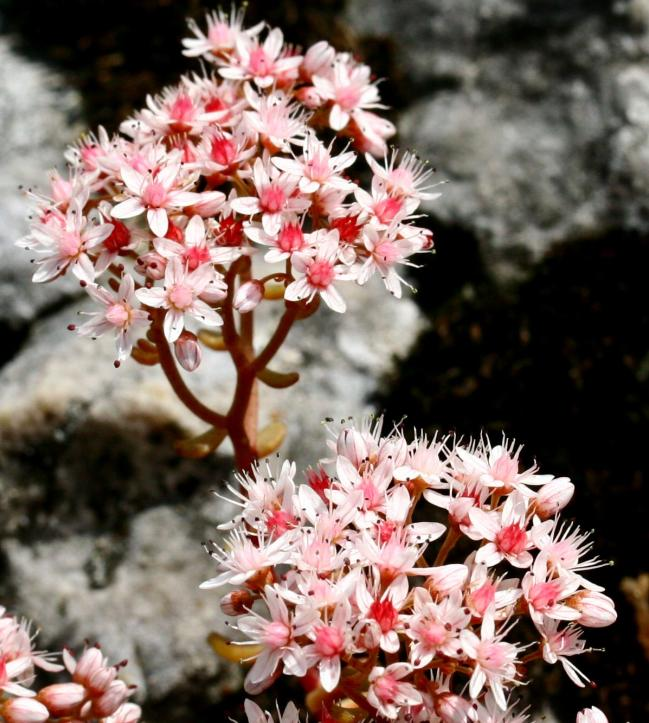
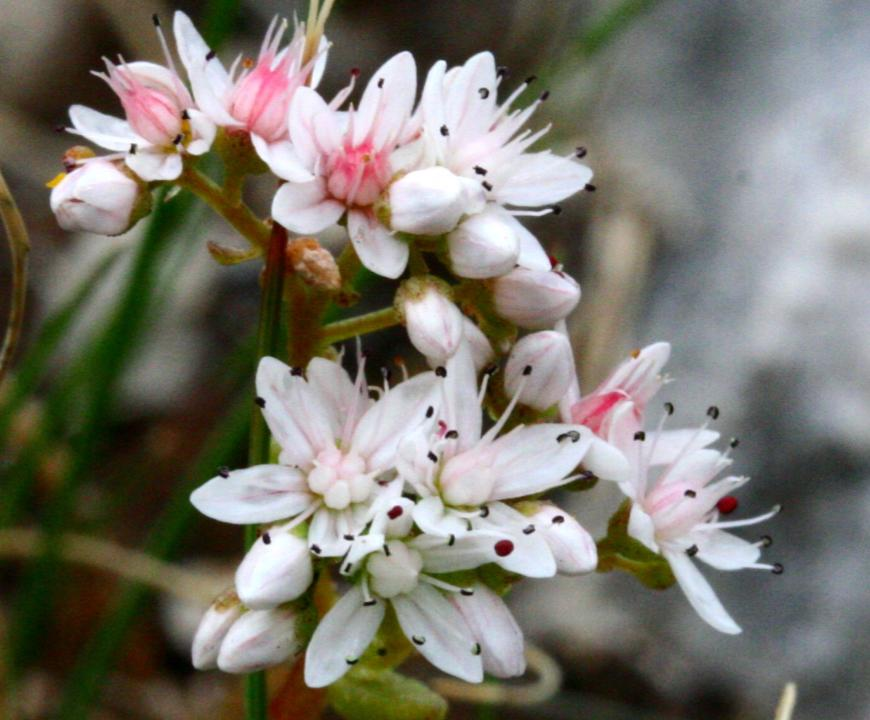